# Хайнаньская кваква
Хайнаньская кваква (лат. Oroanassa magnificus) — птица семейства цаплевых. Она встречается в южном Китае и на севере Вьетнама. Вид находится под угрозой из-за потери среды обитания и фрагментации ареала.

## Таксономия
Хайнаньская кваква была открыта британским исследователем Джоном Уайтхедом на территории китайской провинции Хайнань. Вид описал Уильям Роберт Огилви-Грант в 1899 году. Хайнаньская кваква не образует подвидов.

## Распространение и место обитания
Эта цапля встречается в южном Китае и северном Вьетнаме. Её ареал оценивается в 2 180 000 км². К 2001 году этот вид был зарегистрирован только примерно из 20 мест; за десять лет обследования (с 2001 по 2011 год) обнаружили его в более чем 30 точках, что значительно расширило его известный ареал. Его естественная среда обитания — реки в субтропических или тропических лесах. Он также был обнаружен в изменённых человеком местах обитания.

## Описание
Длина тела хайнаньской кваквы составляет 54—56 см. Окраска оперения самца в основном чёрно-коричневая. Бока шеи каштановые. Область между клювом и глазом жёлтая, а клюв чёрный. Глаза жёлто-оранжевые. Голова и затылок черноватые. Полоски за глазами и горло белые. Брюхо коричневое с белыми полосками. Лапы зелёные. Самка похожа на самца, но окраска головы и шеи менее контрастна. У самки также есть беловатые полоски на спине и крыльях.

## Поведение и экология
Этот вид ведёт в основном ночной образ жизни. Он питается рыбой, а также креветками и другими беспозвоночными. Его крик для обозначения территории — глубокий, скрипучий whoaa, который длится около 0,3 секунды и повторяется каждые 5—15 секунд. Размножение было зарегистрировано как во Вьетнаме, так и в Китае. В кладке 3—5 яиц. В Китае вылупление наблюдалось в мае с инкубационным периодом около 25 дней. Во Вьетнаме в конце апреля наблюдались птенцы в гнёздах. По-видимому, размножение происходит во Вьетнаме раньше, чем в Китае. Гнездо имеет форму круглого лотка. Птенцы оперяются более чем через два месяца после вылупления, это дольше, чем у большинства других цапель.

## Угрозы и охрана
В Красной книге МСОП хайнаньская кваква обозначена как вымирающий вид поскольку её численность невелика, ареал фрагментарный и сокращается. В 1990-х годах этот вид считался очень редким и упоминался как находящийся под угрозой исчезновения. В 2000 году он был включён в список видов, находящихся под угрозой исчезновения. Его популяция оценивается в 350—1500 особей, из которых 250—999 взрослые. Ему угрожают сведение лесов, охота, перелов рыбы и загрязнение воды. Вид указан как охраняемый II класса в Китае. Он встречается в охраняемых районах Китая и Вьетнама, таких как Chebaling National Nature Reserve и национальный парк Бабе.